# Парк-Сіті (Монтана)
Парк-Сіті (англ. Park City) — переписна місцевість (CDP) в США, в окрузі Стіллвотер штату Монтана. Населення — 1023 особи (2020).

## Географія
Парк-Сіті розташований за координатами 45°37′45″ пн. ш. 108°55′17″ зх. д. / 45.62917° пн. ш. 108.92139° зх. д. (45.629214, -108.921461).  За даними Бюро перепису населення США в 2010 році переписна місцевість мала площу 2,48 км², уся площа — суходіл.

## Демографія
Згідно з переписом 2010 року, у переписній місцевості мешкали 983 особи в 374 домогосподарствах у складі 280 родин. Густота населення становила 397 осіб/км².  Було 395 помешкань (160/км²).
Расовий склад населення:
| - 96,7 % — білих - 1,0 % — корінних американців - 0,2 % — азіатів - 0,1 % — чорних або афроамериканців |

До двох чи більше рас належало 1,5 %. Частка іспаномовних становила 1,5 % від усіх жителів.
За віковим діапазоном населення розподілялося таким чином: 27,2 % — особи молодші 18 років, 61,0 % — особи у віці 18—64 років, 11,8 % — особи у віці 65 років та старші. Медіана віку мешканця становила 36,7 року. На 100 осіб жіночої статі у переписній місцевості припадало 101,4 чоловіків;  на 100 жінок у віці від 18 років та старших — 98,3 чоловіків також старших 18 років.
Середній дохід на одне домашнє господарство  становив 65 401 долар США (медіана — 61 308), а середній дохід на одну сім'ю — 68 946 доларів (медіана — 63 625). Медіана доходів становила 54 917 доларів для чоловіків та 27 051 долар для жінок. За межею бідності перебувало 3,0 % осіб, у тому числі 0,0 % дітей у віці до 18 років та 10,7 % осіб у віці 65 років та старших.
Цивільне працевлаштоване населення становило 463 особи. Основні галузі зайнятості: освіта, охорона здоров'я та соціальна допомога — 21,6 %, сільське господарство, лісництво, риболовля — 13,6 %, роздрібна торгівля — 12,1 %.